# Campeonato Paraense de Futebol Feminino
O Campeonato Paraense Feminino é a principal competição futebolística da modalidade feminina do estado do Pará, organizado pela Federação Paraense de Futebol (FPF).
Ela começou a ser disputada em 1983 e teve o Remo como primeiro campeão. O ESMAC e o Independente são os clubes com maior número de conquistas, com seis títulos.

## História

### Década de 1980

Portaria que declara o Remo campeão paraense de futebol feminino de 1983.

O Campeonato Paraense de Futebol Feminino ocorreu pela primeira vez em 1983, o qual reuniu sete clubes para o Torneio Início. Era uma espécie de campeonato inicial, selecionando os quatro melhores clubes para participarem da segunda fase do Campeonato Paraense. Esse torneio teve como vencedor o Remo, que ganhou da Tuna Luso na apuração de cobrança de escanteios, já que durante o tempo regular o jogo terminou em 2–2. Nesse sentido, o escanteio era usado como um dos critérios de desempate nos campeonatos.
A edição inicial contou com a participação de: Izabelense, Paysandu, Remo, Sport Belém, Tambés, Tuna Luso e Yamada. Deste modo, o Remo sagrou-se o primeiro campeão estadual, ao vencer o Paysandu por 1 a 0 na decisão, conquistando o título de maneira automática após vencer as duas fases do estadual. A atacante Cebolinha marcou o gol do título.
Nas temporadas seguintes, o Paysandu foi o time a ser batido dos gramados com três títulos consecutivos: 1984, 1985 e 1986. Entretanto, a violência tornou-se um fator preocupante no esporte. A rivalidade crescia e acabou tomando proporções muito grandes, principalmente entre Remo e Paysandu. Desse modo, em 1986, a FPF resolveu acabar com o campeonato para tentar evitar esses conflitos entre as atletas, clubes e até torcedores.

### Década de 1990–2000
Em 1999, a Federação voltou a organizar o Campeonato Paraense de Futebol Feminino, foi quando a “Era Independente” começou. De 1999 a 2003, foram disputadas cinco edições e o Galo da Marambaia saiu com a taça em todas as cinco oportunidades, até o campeonato ser novamente interrompido em 2004.
Somente três temporadas depois a competição voltou a ser disputada, quando o Independente sagrou-se campeão pela sexta vez consecutiva e estabeleceu o recorde de taças da competição. Desde então, o Parazão Feminino não parou mais. Porém, novos clubes acenderam no cenário futebolístico do futebol paraense feminino, como a Sacramenta, que quebrou a sequência de títulos do Independente. Nos anos de 2009 e 2010, o Pinheirense foi bicampeão estadual.

### Década de 2010–2020

Equipe da Tuna Luso em 2011, campeã paraense de futebol feminino.

No decorrer da década de 2010, novos clubes continuaram alcançando o topo do pódio. Com destaque para as equipes da Tuna Luso, tricampeã estadual nos anos de 2011, 2013 e 2014, e a ESMAC, que conquistou sua primeira taça em 2012, e, posteriormente, um pentacampeonato consecutivo de 2016 a 2020. Deste modo, a equipe ananindeuense se igualou ao Independente, no posto de maior campeã estadual. Além disso, o Pinheirense conquistou o seu terceiro título em 2015, ao superar a ESMAC pelo placar mínimo.
No ano de 2021, o Remo voltou ao topo do estadual, conquistando o campeonato depois de 38 anos. Este foi o primeiro de três conquistas consecutivas, que se repetiram nas temporadas de 2022 e 2023, diante do seu principal rival, o Paysandu. Em 2024, a Tuna Luso interrompeu a sequência azulina e voltou a conquistar o título estadual após 10 anos.

## Campeões

### Títulos por clube
| Clube              | Título | Vice | 3.º lugar | 4.º lugar |
| ------------------ | ------ | ---- | --------- | --------- |
| ESMAC              | 6      | 3    | 2         | —         |
| Independente-PA    | 6      | —    | 1         | 1         |
| Tuna Luso          | 4      | 2    | 2         | 2         |
| Remo               | 4      | 2    | 1         | 1         |
| Paysandu           | 3      | 6    | 3         | —         |
| Pinheirense        | 3      | 3    | 4         | —         |
| Sacramenta         | 1      | —    | —         | —         |
| Estrela/Barcarena  | —      | 1    | —         | 1         |
| Gavião Kyikatejê   | —      | 1    | —         | —         |
| Cruz Azul          | —      | —    | 2         | —         |
| Tiradentes-PA      | —      | —    | 2         | —         |
| Sport Belém        | —      | —    | 1         | —         |
| Time Negra         | —      | —    | —         | 5         |
| Cabanos            | —      | —    | —         | 2         |
| Bandeirante        | —      | —    | —         | 1         |
| Bragantino-PA      | —      | —    | —         | 1         |
| Castelo dos Sonhos | —      | —    | —         | 1         |
| Itupiranga         | —      | —    | —         | 1         |
| Juventude          | —      | —    | —         | 1         |
| Yamada             | —      | —    | —         | 1         |

### Títulos por cidade
| Cidade     | Título | Vice | 3.º lugar | 4.º lugar |
| ---------- | ------ | ---- | --------- | --------- |
| Belém      | 21     | 13   | 13        | 11        |
| Ananindeua | 6      | 3    | 4         | 2         |
| Barcarena  | —      | 1    | —         | 2         |
| Marabá     | —      | 1    | —         | —         |
| Tucuruí    | —      | —    | 1         | —         |
| Bragança   | —      | —    | —         | 1         |
| Castanhal  | —      | —    | —         | 1         |
| Itupiranga | —      | —    | —         | 1         |